# اداره پلیس دالاس

یک افسر پلیس دالاس در حال صحبت با یک نوجوان آمریکایی که قصد خودکشی از روی یک برج شهر دالاس را دارد.

ادارهٔ پلیس دالاس (به انگلیسی: Dallas Police Department) تأسیس ۱۸۸۱، ادارهٔ پلیس دالاس در تگزاس است.
این اداره یکی از بزرگ‌ترین مراکز قانونی در ایالات متحده است. این نیروها با بیش از ۳۱۲۱ افسر، منطقه‌ای با جمعیتی در حدود ۲ میلیون نفر را پوشش می‌دهد.
در دسامبر سال ۲۰۱۱ این نیرو در حین انجام وظیفه مجموعاً تا آن تاریخ ۸۰ نفر کشته داد.